# ديف سافاج
ديف سافاج (بالإنجليزية: Dave Savage)‏ (30 يوليو 1973 بدبلن في جمهورية أيرلندا - ) هو لاعب كرة قدم أيرلندي في مركز الوسط. شارك مع منتخب جمهورية أيرلندا لكرة القدم. أما مع النوادي، فقد لعب مع أكسفورد يونايتد وبرايتون أند هوف ألبيون وروشدين ودايموندز ونادي بريستول روفيرز ونادي ميلوول ونادي نورثامبتون تاون ولونغفورد تاون ‏ وBrackley Town F.C. ‏ وKilkenny City A.F.C. ‏ وأكسفورد سيتي.

## وصلات خارجية
- ديف سافاج على موقع قاعدة بيانات كرة القدم.إي يو (الإنجليزية)
- ديف سافاج على موقع ناشيونال فوتبول تيمز (الإنجليزية)
- ديف سافاج على موقع Soccerbase.com (لاعب) (الإنجليزية)